# إتحاف فضلاء البشر (كتاب)
كتاب إتحاف فضلاء البشر بالقراءات الأربعة عشر، المسمى: منتهى الأماني والمسرات في علوم القراءات لمؤلفه: أحمد بن محمد البنا الدمياطي.
من أهم كتب القراءات، لكونه جمع شتات هذا العلم، وأنواعه الكثيرة، في مؤلف واحد، فقد تطرق فيه إلى تعريف القراءات وأقسامها المختلفة، وعرف بعلماء القراءات الأربعة عشر، ورواتهم وطرقهم، وتحدث عن الرسم العثماني وضوابطه، وعقد فصلا عن آداب القرآن وكيفية تلاوته، ثم بين أصول القراءات وتوجيهها من حيث اللغة العربية، ثم أعقب ذلك بالفرش.
والكتاب له مزايا عديدة، من أهمها: جمع علوم القراءات، الاهتمام بالتوجيه، والاهتمام بالتفسير، والتعرض لبعض الأحكام الفقهية التي تمس جانب القراءة.

## كتاب إتحاف فضلاء البشر ومؤلفه
اسم الكتاب: إتحاف فضلاء البشر بالقراءات الأربعة عشر، المسمى: منتهى الأماني والمسرات في علوم القراءات.
ومؤلفه: أحمد بن محمد البنا الدمياطي.
الناشر: عالم الكتب.
التحقيق: شعبان محمد إسماعيل.

## نبذة عن مؤلف الكتاب
اسمه: أحمد بن محمد بن أحمد بن عبد الغني، الملقب بشهاب الدين، المشهور بالبنا.
نشأته: نشأ بدمياط، وحفظ القرآن وجوده، وبرع في علم القراءات، ومبادئ العلوم المختلفة، ثم رحل إلى القاهرة، ثم إلى الحجاز، وأخذ عن علمائها سائر العلوم الشرعية.
شيوخه: سلطان المزاحي، وعلي الشراملسي، ونور الدين الأجهوري، والشهاب القليوبي، والبرهان الميموني، وغيرهم.
تلاميذه: الشيخ محمد البديري، وأحمد الإسقاطي، ومحمد البليدي، وغيرهم.
مؤلفاته: إتحاف فضلاء البشر، وهو الذي بين أيدينا، وحاشية على شرح الجلال، ومختصر السيرة الحلبية، والذخائر والمهمات.
وفاته: توفي بالمدينة سنة 1117هـ.

## أهمية الكتاب
أن الكتب المؤلفة في القراءات كثيرة ومتنوعة، ما بين منظوم ومنثور، ومخطوط ومطبوع، إلا أنها على كثرتها لم تجمع شتات هذا العلم وقضاياه الكثيرة في مؤلف واحد، كما فعل البنا في هذا الكتاب.

## موضوعات الكتاب
تطرق المؤلف في هذا الكتاب إلى جميع علوم القراءات:
فذكر في مقدمة الكتاب ما يتعلق بعلم القراءات والرسم العثماني، وآداب التلاوة.
ثم فصَّل في الأصول والفرش على النهج الذي سيذكر في منهجه في الكتاب.

## منهج المؤلف في الكتاب
تحدث المؤلف في أول الكتاب عن تعريف القراءات وأقسامها المختلفة، ثم عرف بعلماء القراءات الأربعة عشر، ورواتهم وطرقهم.
ثم عقد فصلا خاصا للحديث عن الرسم العثماني وضوابطه.
ثم عقد فصلا عن آداب القرآن وكيفية تلاوته.
ثم بين أصول القراءات وتوجيهها من حيث اللغة العربية، وإسناد كل قاعدة من هذه القواعد إلى قائليها، والدفاع عن الطعون التي وردت على بعض هذه القواعد.
ثم أعقب ذلك بالفرش، وهو ما يخص كل سورة من سور القرآن الكريم على حدة، وطريقته في عرض السور:
1- يبدأ بذكر اسم السورة، وهل هي مكية أم مدنية مع ذكر الخلاف إن وجد.
2- ثم يثني بالكلام على الفواصل، وعدد آيات السور اتفاقا واختلافا.
3- ثم يبدأ في القراءات الواردة في السورة معزوة لصاحبها، موجهة من حيث اللغة والإعراب.
4- ثم يذكر ما يتعلق بالرسم من حذف وإثبات وغير ذلك.
5- ثم يذكر المقطوع والموصول من الكلمات التي وردت في السورة.
6- ثم يتحدث عن هاء التأنيث.
7- ثم يختم الحديث عن السورة بذكر ياءات الإضافة والزوائد.

## من مزايا الكتاب
1- جمع علوم القراءات كلها في مؤلف واحد، ويسرد كل تلك العلوم على الترتيب الذي ذكرته في منهجه في الكتاب.
2- الاهتمام بالتوجيه، فبعد أن يذكر القراءات التي وردت في كلمة ما يتبع ذلك بتوجيه هذه القراءات من حيث اللغة والإعراب.
3- الاهتمام بالتفسير، فهناك ارتباط وثيق بين القراءات والتفسير، من حيث بيان المعاني، واختلاف المعنى، تبعا لاختلاف وجوه القراءات.
4- التعرض لبعض الأحكام الفقهية التي تمس جانب القراءة، سواء في الصلاة أو خارجها.

## قيمة الكتاب العلمية وثناء العلماء عليه
كتاب إتحاف فضلاء البشر من المصنفات الهامة في علم القراءات، حيث حوى هذا الكتاب جميع علوم القراءات، من أصول وفرش وتوجيه ورسم وعد وغير ذلك.
كما كان مؤلفه مشتهرًا بهذا التأليف الجامع، حيث ذكر هذا الكتاب من مصنفاته أغلب من ترجم له، مثل: الزركلي، فقد قال بعد أن ترجم له: «من كتبه: إتحاف فضلاء البشر بالقراءات الأربعة عشر..». 
| إتحاف فضلاء البشر في القراءات الأربع عشر  |                       |
| أحمد بن محمد بن أحمد بن عبدالغني الدمياطي |                       |
| المحقق                                    | د. شعبان محمد إسماعيل |
| دار النشر                                 | عالم الكتب            |
| موضوع الكتاب                              | القراءات              |
| عدد صفحات الكتاب                          | 551                   |